# الفورنو

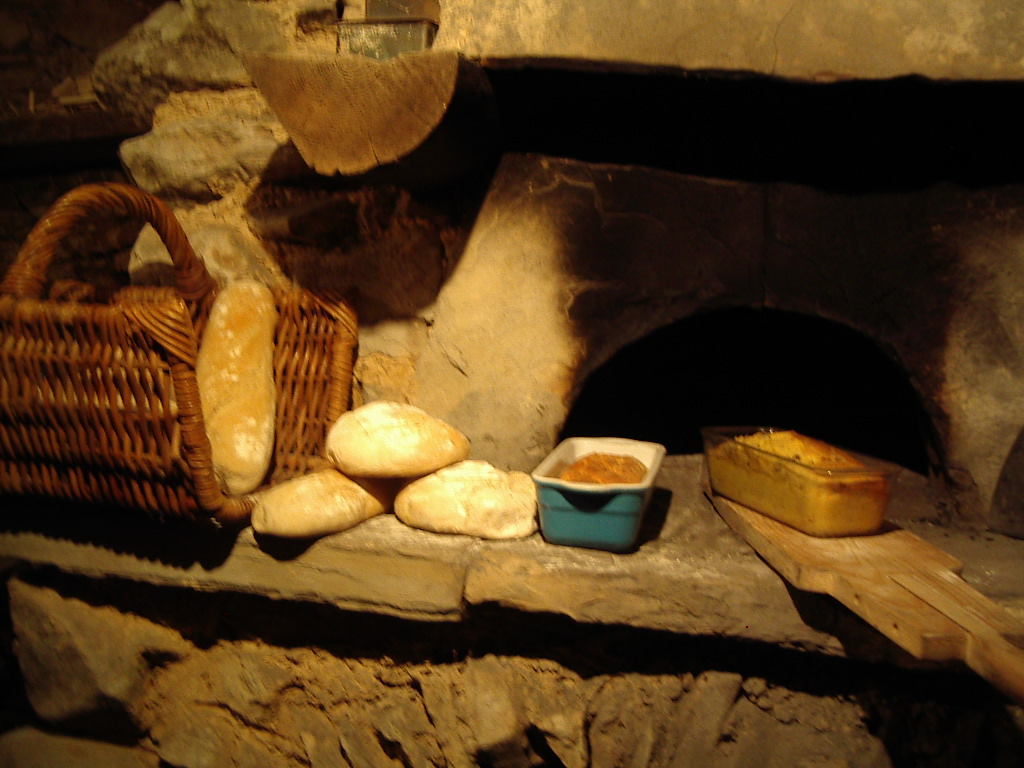

الفورنو هي طريقة لإعداد الطعام بخبزه في الفرن وعادة ما يتم إعداد أكثر الأطعمة والأطباق الإيطالية بهذا الشكل مثل البيتزا والأخباز وأنواع الباستا المختلفة مثل الازانيا والكنالوني. يتم سلق الباستا عادة قبل خبزها بالفرن بطريقة الفورنو. [استعمال طريقتين الطبخ وهما السلق ثم الخبز بالفرن يكون الطعام طري ولا يكون الدينتي (وتعني لا يكون هناك قرشة في الباستا دلالة على عدم طهيها بشكل كامل).